# 好味小姐
好味小姐是由陳璻安、黃奕傑、尤葦帆於2016建立的YouTube頻道與商業品牌，起初以貓咪食譜設立寵物相關公司，好味小姐口號為「養隻貓、做頓飯，一起過日子」，3人為研究所同窗好友，並成為共居家人。2019年建立副頻道「好味小姐腦波弱」與Podcast「好味小姐開束縛我還你原型」，時常進入蘋果Podcast熱門排行前10名。2025年獲網友票選為零負評的Youtube頻道。

## 記事
為照顧收養的第一隻流浪貓，2014年嘗試自行製作貓鮮食。當時陳璻安團隊會將多炒的魚鬆分送友人，獲得正面回饋，進而動了創業的念頭。
黃奕傑、尤葦帆退伍後，三人2016年成立「好味小姐」品牌，配合品牌內容行銷，建立貓咪日常和貓食製作為主題的YouTube頻道「好味小姐」。2019年及2020年分別再建開箱頻道「好味小姐腦波弱」、以日常生活為主的Podcast「好味小姐開束縛我還你原型」。

## 主要成員
| 藝名     | 本名   | 暱稱                       | 備註     |
| 好味小姐 | 陳璻安 | 脆脆                       | [ 註 2 ] |
| 剪輯師   | 黃奕傑 | 阿斷 、斷伯                |          |
| 攝影師   | 尤葦帆 | 很煩、國民閨蜜、蛋捲廢毛王 |          |

## 動物
本段收錄曾接受專訪的動物或受公開報導及深入介紹的動物。
| 名字 | 性別 | 別名                     | 備註                                                   |
| 短褲 | 雄性 | Deco（本名）、短總、短短 | 脆脆研究所時期陪伴到現在的虎斑貓                       |
| 麻糊 | 雌性 | 糊糊、小公主             | 後腳癱瘓的玳瑁貓                                       |
| 米香 | 雌性 | 香香、媽媽               | 三花貓，橘皮、本丸、珍珠、奶茶的媽媽，原為貓中途的孕貓 |

### 已逝
蛋捲是有櫻花耳的白底橘貓，2023年9月20日在睡中死去。

## 出版書籍
| 冊數 | 出版日期      | 書名                                                                               | 作者     | 出版社   | ISBN               | 參考   |
| 1    | 2017年9月13日 | 《與貓的好味時光：第一本貓與貓奴的鮮食共享料理，從做點心開始，享受你與貓的約會》   | 好味小姐 | 幸福文化 | ISBN 9789869523813 | [ 17 ] |
| 2    | 2020年1月4日  | 《好味小姐的日常貓鮮食料理：簡單、快速、便宜、方便，輕鬆做出營養均衡貓鮮食正餐！》 | 好味小姐 | 布克文化 | ISBN 9789865405274 | [ 18 ] |

## 獎項紀錄
| 年份 | 典禮                        | 獎項                  | 作品                                                                              | 結果 | 備註     |
| 2020 | 第2屆走鐘獎                 | 最佳美術設計獎        | 用200公斤貓砂！打造巨大貓砂游泳池！好味小姐開心新系列【傻眼貓咪】EP1              | 提名 |          |
| 2021 | 第3屆走鐘獎                 | 特級廚師獎            | 【好味小姐】做一份麥當勞全餐給貓咪！薯條可樂神還原！｜貓副食｜貓鮮食廚房EP187     | 提名 | [ 19 ]   |
| 2021 | 第3屆走鐘獎                 | 最佳吉祥物獎          | 【好味小姐】也哭得太慘了吧！哪有這麼誇張？｜好味貓日常EP73                        | 提名 | [ 19 ]   |
| 2021 | 第3屆走鐘獎                 | 2020好聲音獎          | 好味小姐開束縛我還你原型                                                          | 獲獎 | [ 19 ]   |
| 2021 | 第一屆 KKBOX Podcast 風雲榜 | 2020 年度百大 Podcast | 好味小姐開束縛我還你原型                                                          | 5    | [ 20 ]   |
| 2022 | 第4屆走鐘獎                 | 以食為天獎            | 你說要吃這個？根本就壞掉了吧！？ 自製了超可怕東西...【腦波弱日常】EP31            | 提名 | [ 註 6 ] |
| 2022 | 第4屆走鐘獎                 | 吉祥物獎              | 【好味小姐】多了四隻狗！？連日大雨衝出４隻小落湯狗｜好味貓日常EP105               | 提名 | [ 註 6 ] |
| 2022 | 第4屆走鐘獎                 | 最佳影片獎            | 【好味小姐】多了四隻狗！？連日大雨衝出４隻小落湯狗｜好味貓日常EP105               | 提名 | [ 註 6 ] |
| 2022 | 第4屆走鐘獎                 | 年度女創作者獎        | 這個企劃真的太後悔了...今天只能說好話！？ 【腦波弱開箱】EP92                      | 提名 | [ 註 6 ] |
| 2022 | 第二屆 KKBOX Podcast 風雲榜 | 2021 年度百大 Podcast | 好味小姐開束縛我還你原型                                                          | 4    | [ 21 ]   |
| 2023 | 第5屆走鐘獎                 | 年度團體創作者獎      | 你這是什麼反應...我真是太傷心了！！！ 交換禮物太過氣了吧！！！【腦波弱開箱】EP110 | 獲獎 | [ 22 ]   |
| 2024 | 第6屆走鐘獎                 | 以食為天獎            | 自製滷肉飯竟然要從種田開始？！ 蛤！！ 這一餐是要等多久啦！！！ 【腦波弱日常】EP60 | 提名 |          |
| 2024 | 第6屆走鐘獎                 | 年度最佳影片獎        | 自製滷肉飯竟然要從種田開始？！ 蛤！！ 這一餐是要等多久啦！！！ 【腦波弱日常】EP60 | 提名 |          |
| 2024 | 第6屆走鐘獎                 | 年度團體創者獎        | 自製滷肉飯竟然要從種田開始？！ 蛤！！ 這一餐是要等多久啦！！！ 【腦波弱日常】EP60 | 提名 |          |

## 註解
1. ↑  出自鬼神童子女主的咒語：「解除 解開束縛 重生吧！前鬼 我還你原形」
2. ↑  璻讀音同「嘴」，但本人並不喜歡這個讀音
3. ↑  因在升高二前的暑假騎腳踏車摔斷手，所以被新同學取綽號為「阿斷」。
4. ↑  脆脆曾在Podcast 分享，她在大學時曾說：你不應該叫葦帆，而是很煩才對
5. ↑  珍珠和奶茶由滴妹收養
6. ↑  同時擔任該屆走鐘獎評審及頒獎嘉賓，黃奕傑因其父母確診無法到場出席。
7. ↑  雨天意外撿到的四隻狗現已送養，分別為Maple(1號)、Leah(2號)、Arya（3號）和咘咘（4號）

## 外部連結
- （繁體中文）好味小姐 Lady Flavor的官方網站 （页面存档备份，存于）
- （繁體中文）APPLE Podcast上的好味小姐開束縛我還你原形頻道 （页面存档备份，存于）
- （繁體中文）好味小姐LadyFlavor的Facebook專頁
- （繁體中文）好味小姐的Instagram帳戶